# Corona 49

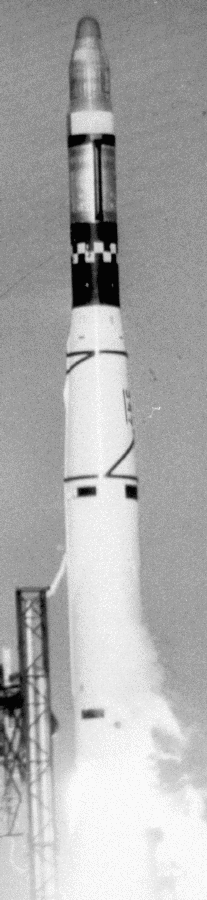
Start rakiety Thor Agena D z satelitą Corona 49 na pokładzie

Corona 49 – amerykański satelita rozpoznawczy. Był jedenastym statkiem serii Keyhole-4 ARGON tajnego programu CORONA. Jego głównym zadaniem było wykonanie wywiadowczych zdjęć Ziemi. Zdjęcia był tylko minimalnie uszkodzone przez działanie ładunków elektrostatycznych i promieniowanie. Statek zaś wykazywał drobne chaotyczne zmiany wysokości lotu.
Udane misje serii KH-4 wykonały łącznie 101 743 zdjęcia na prawie 72 917 metrach taśmy filmowej.

## Ładunek
- Dwa aparaty fotograficzne typu „Mural” o ogniskowej długości 61 cm i rozdzielczości przy Ziemi około 7,6 metra
- Pomiar gęstości elektronów
- Pomiary jonów i elektronów
- Pomiary spektrometryczne promieniowania beta i gamma
- Detektor mikrometeoroidów
- Pomiar pola magnetycznego satelity
- Pomiar promieniowania kosmicznego płytami emulsją czułą na takie promieniowanie